# Napuca
Napuca là một chi bướm đêm thuộc họ Geometridae.